# OFK Grbalj Radanovići
OFK Grbalj (crnogorski: ОФК Грбаљ) nogometni je klub iz Radanovića, naselja u Boki kotorskoj, u općini Kotor, Crna Gora.

U sezoni 2024./25. natječe se u Drugoj ligi Crne Gore.

## O klubu
Prvi nogometni klub u Radanovićima, koji je postojao svega nekoliko sezona, osnovan je 1970. godine. Nakon dugog niza godina klub je ponovno osnovan u lipnju 1995. godine i već je u prvoj sezoni izborio plasman u Crnogorsku republičku ligu za sezonu 1996./97. sezone (treći rang nogometnog sustava SR Jugoslavije). Nakon samo tri sezone u Republičkoj ligi, u ljeto 1999. godine OFK Grbalj postaje član Druge lige SR Jugoslavije, što je najveći uspjeh kluba do 2006. godine. OFK Grbalj proveo je četiri sezone u Drugoj jugoslavenskoj ligi.

Nakon osamostaljenja Crne Gore, OFK Grbalj postaje član Prve crnogorske lige. U sezoni 2006./07. ekipa je osvojila treće mjesto, odmah iza dvije najuspješnije momčadi u nacionalnim natjecanjima Zete i Budućnosti Podgorica. Naredne dvije sezone OFK Grbalj je završio kao četvrtoplasirani tim. Sljedećih sezona momčad nije postizala uspjehe kao u svojim prvim sezonama u najvišem natjecanju, ali nikada nije ispala iz Prve lige.

OFK Grbalj drži dva rekorda u Prvoj crnogorskoj ligi. Dana 29. svibnja 2010. savladao je Kom rezultatom 11:0, što je najveća pobjeda u povijesti lige. Pet godina kasnije, 23. svibnja 2015., OFK Grbalj je u Baru pobijedio Mornar rezultatom 7:0, što je najveća gostujuća pobjeda u ligi.

U sezoni 2016./17. OFK Grbalj ostvario je najveći uspjeh u svojoj povijesti plasmanom u finale Kupa Crne Gore. Od Sutjeske je izgubio rezultatom 1:0.

Nakon 14 uzastopnih sezona u prvom rangu, OFK Grbalj je u sezoni 2019./20. završio kao posljednjeplasirana momčad Prve crnogorske lige. Time je ispao u Drugu crnogorsku ligu.

## Prvenstva
| Sezona    | Razred | Liga                    | Broj momčadi | Mjesto |
| --------- | ------ | ----------------------- | ------------ | ------ |
| 1998./99. | III.   | Crnogorska liga         | 16           | 3.     |
| 1999./00. | II.    | 2. savezna liga − Zapad | 18           | 16.    |
| 2000./01. | II.    | 2. savezna liga − Jug   | 12           | 11.    |
| 2001./02. | III.   | Crnogorska liga         | 18           | 3.     |
| 2002./03. | III.   | Crnogorska liga         | 16           | 1.     |
| 2003./04. | II.    | 2. savezna liga − Jug   | 10           | 3.     |
| 2004./05. | II.    | Prva crnogorska liga    | 10           | 7.     |
| 2005./06. | II.    | Prva crnogorska liga    | 10           | 4.     |
| 2006./07. | I.     | Prva crnogorska liga    | 12           | 3.     |
| 2007./08. | I.     | Prva crnogorska liga    | 12           | 4.     |
| 2008./09. | I.     | Prva crnogorska liga    | 12           | 4.     |
| 2009./10. | I.     | Prva crnogorska liga    | 12           | 5.     |
| 2010./11. | I.     | Prva crnogorska liga    | 12           | 7.     |
| 2011./12. | I.     | Prva crnogorska liga    | 12           | 9.     |
| 2012./13. | I.     | Prva crnogorska liga    | 12           | 4.     |
| 2013./14. | I.     | Prva crnogorska liga    | 12           | 7.     |
| 2014./15. | I.     | Prva crnogorska liga    | 12           | 5.     |
| 2015./16. | I.     | Prva crnogorska liga    | 12           | 7.     |
| 2016./17. | I.     | Prva crnogorska liga    | 12           | 7.     |
| 2017./18. | I.     | Prva crnogorska liga    | 10           | 4.     |
| 2018./19. | I.     | Prva crnogorska liga    | 10           | 6.     |
| 2019./20. | I.     | Prva crnogorska liga    | 10           | 10.    |
| 2020./21. | II.    | Druga crnogorska liga   | 10           | 8.     |
| 2021./22. | II.    | Druga crnogorska liga   | 10           | 8.     |
| 2022./23. | II.    | Druga crnogorska liga   | 10           | 6.     |
| 2023./24. | II.    | Druga crnogorska liga   | 10           | 4.     |
| 2024./25. | II.    | Druga crnogorska liga   | 9            |        |

## U Europi
| Sezona | Natjecanje         | Kolo | Protivnik       | Doma | U gostima | Ukupno   |
| ------ | ------------------ | ---- | --------------- | ---- | --------- | -------- |
| 2007.  | UEFA Intertoto kup | 1.   | Gloria Bistriţa | 1:1  | 1:2       | 2:3      |
| 2008.  | UEFA Intertoto kup | 1.   | Čelik Zenica    | 2:1  | 2:3       | 4:4 (gg) |
| 2008.  | UEFA Intertoto kup | 2.   | Sivasspor       | 2:2  | 0:1       | 2:3      |

## Vanjske poveznice
- Službena web-stranica
- Profil na srbijasport.net